# Live at the It Club
Live at the It Club ist ein Livealbum von Thelonious Monk. Die Aufnahmen, die bei zwei Konzerten des Monk-Quartetts im It Club in Los Angeles am 31. Oktober und 1. November 1964 entstanden waren, erschienen erstmals 1982 als Doppelalbum und in auf 19 Titel erweiterter Form 1998 als Compact Disc bei Columbia Records. Das Album enthält ausgedehnte Ausführungen vieler klassischer Kompositionen Monks, darunter Blue Monk, Well You Needn’t, Blues Five Spot, Bemsha Swing, Evidence, Nutty und Straight No Chaser.

## Hintergrund
Der erste Mitschnitt vom Konzert des Thelonious-Monk-Quartetts im It Club in Los Angeles (4731 W. Washington Boulevard) entstand am Abend nach Studioaufnahmen des Pianisten für das Columbia-Album Solo Monk. Kurz danach, am 3. und 4. November hatte Thelonious Monk mit seinem Quartett aus Charlie Rouse, Larry Gales und Ben Riley ein weiteres Clubgastspiel an der amerikanischen Westküste, im Jazz Workshop in San Francisco; der Mitschnitt erschien unter dem Titel Live at the Jazz Workshop 1982 ebenfalls bei Columbia Records.
Der Mitschnitt von den zwei Konzerten im It Club war zunächst 1982 auf zwei LPs in bearbeiteter Form veröffentlicht worden; die 2-CD-Edition von 1998 stellte den Original-Konzertablauf weitgehend wieder her.

## Titelliste

### Doppel-LP (1982)
Thelonious Monk – Live at the It Club (Columbia – C2 38030)
A1 Blue Monk 7:30

A2 Well You Needn’t 7:35

A3 ’Round Midnight (Hanighen, Williams, Monk) 6:35
B1 Rhythm-a-ning 6:55

B2 Blues Five Spot (Five Spot Blues) 5:50

B3 Bemsha Swing (Denzil Best, T. Monk) 5:30
C1 Straight No Chaser 4:30

C2 Nutty 7:35

C3 Evidence 5:45
D1 Misterioso 8:20

D2 Gallop’s Gallop 5:15

D3 Ba-Blue Bolivar Ba-Lues-Are 6:25
Alle anderen Kompositionen stammen von Thelonious Monk.

### CD-Edition (1998)
Monk – Live at the It Club - Complete (Columbia – C2K 65288, Legacy – C2K 65288)
| CD 1 1. Blue Monk – 11:19 2. Well, You Needn’t – 9:17 3. ’Round Midnight (Hanighen, Williams*, Monk) – 6:32 4. Rhythm-a-ning – 10:09 5. Blues Five Spot – 10:13 6. Bemsha Swing (Best, Monk) – 8:34 7. Evidence – 8:37 8. Nutty – 10:48 9. Epistrophy (Theme) (Kenny Clarke, Th. Monk) – 1:00 | CD 2 1. Straight, No Chaser – 7:15 2. Teo – 10:54 3. I’m Getting Sentimental Over You (George Bassman, Ned Washington) – 12:28 4. Misterioso – 8:22 5. Gallop’s Gallop – 5:17 6. Ba-lue Bolivar Ba-lues-are – 9:01 7. Bright Mississippi – 9:47 8. Just You, Just Me (J. Greer, R. Klages) – 6:14 9. All the Things You Are (O. Hammerstein II-J. Kern) – 6:40 10. Epistrophy (Theme) (Clarke, Monk) – 1:09 |

## Rezeption
Ken Dryden verlieh dem Album in AllMusic vier Sterne und lobte, Monks Band sei in hervorragender Form, wobei Monk durch das dichte Spiel seiner Rhythmusgruppe und Rouses starkes Agieren deutlich stimuliert werde. Die zweite LP biete einige Überraschungen: Der Bandleader bringt weniger häufig gespielte Kompositionen wie Teo (eine Hommage an seinen Produzenten Teo Macero) und das obskure, herausfordernde Gallop’s Gallop, das ursprünglich von Monk für ein Savoy bei einer Session mit Gigi Gryce (Nica’s Tempo) aufgenommen wurde. Monks Humor komme in seiner Interpretation des Standards I’m Getting Sentimental Over You zum Ausdruck, der in der Einleitung sein Stride-Piano-Spiel sowie seine Slapstick-Einlage Bright Mississippi spielt (eine Überarbeitung der Akkordwechsel von Sweet Georgia Brown).
Der Kritiker Bob Blumenthal bewertete Live at the It Club als „einen unglaublicher Bestand an klassischem Monk“, der als „Hauptdokument dafür dient, wie [Monks] Band in dieser produktiven Zeit klang.“
Nach Ansicht von Thomas Fitterling war Monk „in der freundlichen und anregenden Clubatmösphäre bei deutlich besserer Spiellaune als bei den Studioterminen für sein Soloalbum in jenen Tagen. Dennoch hat man ihn schon besser auf Platte über die gleichen bekannten Monk-Klassiker spielen gehört.“ Noch anregender wirkte die Liveatmospäre auf Charlie Rouse und das Rhythmusteam, meint Fitterling. „Weniger poliert, die studiotechnische Eleganz hinter sich lassend, spielen sie auch mal durchaus deftig und kantig.“ Zu den Höhepunkten zählt der Autor die Version von Gallop’s Gallop, eine vertrackte, dem Bebop verwandte AABA-Komposition in angezogenem, mittelschnellen Tempo.